# Kingsbridge and Salcombe Railway
Die Kingsbridge and Salcombe Railway war eine britische Eisenbahngesellschaft in Devonshire in England.
Bereits am 29. Mai 1864 erhielt die Kingsbridge Railway die Konzession zum Bau einer Bahnstrecke zwischen South Brent und Kingsbridge. Es gelang jedoch nicht in der Region genügend finanzielle Unterstützung für das Vorhaben zu organisieren. 
Die Kingsbridge and Salcombe Railway wurde am 24. Juli 1882 gegründet. Sie übernahm die Konzession der Kingsbridge Railway. Die Great Western Railway übernahm am 13. August 1888 die von ihr finanzierte Gesellschaft. Die Bahnstrecke wurde am 19. Dezember 1893 eröffnet. In South Brent bestand ein Anschluss zur South Devon Railway. Im Rahmen der Beeching-Axt wurde die Strecke am 16. September 1963 stillgelegt. 